# The Revelation (singolo Coldrain)
The Revelation è un singolo del gruppo musicale giapponese Coldrain, il primo estratto dal loro omonimo album. Il singolo è stato pubblicato sull'iTunes giapponese lo stesso giorno di uscita dell'album, il 17 aprile 2013.
Successivamente The Revelation è stato pubblicato in Europa e in Nord America il 9 aprile 2014 dalla Hopeless Records.

## Video musicale
Il video ufficiale del brano è stato pubblicato il 1º aprile 2013. Diretto da Maxilla, vede scene del gruppo che suona il brano alternate a scene dove una donna, cercata da un gruppo paramilitare in mezzo a delle rovine, fugge e viene soccorsa da un altro gruppo di persone armate. Essi la proteggono, ma quando gli altri sembrano avere la meglio dopo una breve sparatoria, l'unico superstite del secondo gruppo decide di consegnare la donna per salvarsi. Questi si risveglia poco dopo a terra, e guardandosi la mano vede una luce che comincia a uscire da dentro di lui, in un modo simile alla persona raffigurata nella copertina di The Revelation.

## Tracce
1. The Revelation – 4:14